# NGC 3775
NGC 3775 este o galaxie lenticulară situată în constelația Cupa. A fost descoperită în 1880 de către .